# Lenk- und Ruhezeiten

Mit zunehmender Lenkzeit steigt die Wahrscheinlichkeit für müdigkeitsbedingte Unfälle (Daten aus den USA)

Die Lenk- und Ruhezeiten für Fahrer von Fahrzeugen mit einer zulässigen Gesamtmasse (zGM) einschließlich Anhänger von über 3,5 t im gewerblichen Güter- oder Personenverkehr sind innerhalb der Europäischen Gemeinschaft in der Verordnung (EG) Nr. 561/2006 geregelt. In Deutschland werden zudem durch die Fahrpersonalverordnung (FPersV) bereits Fahrzeuge ab 2,8 t zGM erfasst. Durch die Richtlinie (EU) 2002/15/EG wurden die Sozialvorschriften seit dem 23. September 2009 auch auf selbständige Fahrer ausgedehnt.
- In Deutschland gelten die Sozialvorschriften seit dem 1. November 2012 auch für selbständige Fahrer. Diese Regelung wurde durch das Gesetz zur Regelung der Arbeitszeit von selbständigen Kraftfahrern (KrArbZG) eingeführt.[4][5][6]
- In der Schweiz gilt die «Verordnung über die Arbeits- und Ruhezeit der berufsmässigen Motorfahrzeugführer und -führerinnen (Chauffeurverordnung, ARV1)» vom 19. Juni 1995, inklusive die nachfolgenden Aktualisierungen.[7]

Die Lenk- und Ruhezeiten gelten u. a. nicht für Fahrer von Kraftfahrzeugen zur Personenbeförderung mit höchstens neun Sitzplätzen (einschl. Fahrer), der Polizei, des Zivilschutzes und der Rettungsdienste. Im Buslinienverkehr wird die Verordnung (EG) Nr. 561/2006 in leicht modifizierter Form angewandt. Weitere Ausnahmen sind in Artikel 3 der Verordnung (EG) Nr. 561/2006 und § 18 Fahrpersonalverordnung (FPersV) genannt. Für den nichtgewerblichen Güterverkehr gelten die Bestimmungen erst für Fahrzeuge ab einer zGM von mehr als 7,5 t (Verordnung (EG) Nr. 561/2006 Art. 3, h). Für Bundeswehrangehörige gelten beim Führen von Dienstfahrzeugen die Lenk- und Ruhezeiten für alle Fahrzeugkategorien, also auch für Fahrzeuge unter 3,5 t zGM.
Die Lenk- und Ruhezeiten werden durch ein EG-Kontrollgerät automatisch erfasst. Die Vorauswahl der Zeitkategorie: Bereitschaft oder sonstige Zeiten (längere Zwangspause bei Vollsperrung der Strecke ohne Umleitungsmöglichkeit) ist durch das Fahrpersonal erforderlich. Die Kontrolle der Einhaltung der Lenk- und Ruhezeiten obliegt in Deutschland zum Beispiel den Straßenkontrolldiensten des Bundesamts für Logistik und Mobilität (BALM) und der Polizei. Bei Fahrzeugen mit einer zulässigen Gesamtmasse von nicht mehr als 3,5 t ist als Nachweis bei fehlendem Kontrollgerät ein handschriftlicher Arbeitszeitnachweis (Tageskontrollblatt) nur nach § 1 Abs. 1, Abs. 6 FPersV vorgeschrieben.
Auf Grund nicht ausreichender Stellplätze für Lastkraftwagen in einigen Ballungsräumen wird Fahrern die Einhaltung der Lenk- und Ruhezeiten erschwert. Dem Ausbau der Rastplatzkapazitäten stehen zum Teil Einwendungen von Anwohnern entgegen.

## Tageslenkzeit
Die Tageslenkzeit im gewerblichen Güter- oder Personenverkehr darf neun Stunden in einem Zeitraum innerhalb von 24 Stunden nicht überschreiten, zweimal zwischen zwei Wochenruhezeiten darf sie jedoch auf zehn Stunden ausgedehnt werden. Als Lenkzeit gelten solche Zeiten, die tatsächlich mit der Fahrertätigkeit zugebracht werden. Die Zeit für einen längeren verkehrsbedingten Aufenthalt an Ampeln, an Bahnschranken, an Kreuzungen, in Staus oder etwa an einem Grenzübergang ist nicht der Lenkzeit, sondern nur der Arbeitszeit zuzurechnen. Entsprechend gehören Fahrtunterbrechungen, auch von weniger als 15 Minuten, dann nicht zur Lenkzeit, wenn sie aus anderen als den vorgenannten Gründen stattfinden und der Fahrer dabei seinen Platz am Lenkrad verlassen kann. Dies kommt zum Beispiel bei einer Vollsperrung ohne Ausweichmöglichkeit oder – bei einem Reisebus – an einem Grenzübergang mit zeitaufwendiger Einzelüberprüfung der Passagiere (s. Abschnitt Fahrtunterbrechung) in Betracht. So verhalten sich auch die zur Erfassung der Lenkzeit vorgesehenen digitalen Tachographen. Bei einem Halt schaltet der Tachograph (bei eingeschalteter Zündung; wenn die Zündung ausgeschaltet ist, kann das Kontrollgerät durch Eingriff in die Software so eingestellt werden, dass es auf Fahrzeitunterbrechung – Ruhepause umschaltet) selbsttätig von Lenkzeit auf Arbeitszeit um. Danach wird minütlich gemittelt und der überwiegende Status (Lenk- oder Arbeitszeit) gespeichert.

## Fahrtunterbrechung
Die Lenkzeit darf ohne Fahrtunterbrechung 4,5 Stunden nicht überschreiten. Spätestens nach 4,5 Stunden Lenkzeit muss der Fahrer deshalb eine Fahrtunterbrechung von mindestens 45 Minuten einhalten. Fahrtunterbrechung ist nach der Legaldefinition jeder Zeitraum, in dem der Fahrer keine Fahrtätigkeit ausüben und keine anderen Arbeiten ausführen darf und der ausschließlich zur Erholung genutzt wird. Die Erholungsphase kann, anders als bei der Tagesruhezeit, als Beifahrer im fahrenden Fahrzeug absolviert werden. Wartezeiten – beispielsweise bei der Grenzabfertigung oder beim Be- oder Entladen des Fahrzeugs – zählen als Fahrtunterbrechung, wenn die voraussichtliche Dauer vorher bekannt ist. Das Gleiche gilt für die Zeiten auf dem Beifahrersitz oder in der Schlafkabine im fahrenden Fahrzeug sowie auf Fähr- und Eisenbahnfahrten.
Alternativ ist ein Splitting der Fahrtunterbrechung zulässig, indem der Fahrer zunächst eine 15-minütige und später eine 30-minütige Fahrtunterbrechung einlegt. Wichtig ist hierbei, dass die summierte Lenkzeit, beginnend mit dem Ende der vorherigen regulären Ruhezeit, d. h. einer Fahrtunterbrechung, tägliche oder wöchentliche Ruhezeit, bis zum Anfang des 30-minütigen Fahrtunterbrechungsteils, die geforderte Grenze von viereinhalb Stunden nicht überschreitet.
Beim Splitting ist also zum einen die Reihenfolge der kurzen gefolgt von der langen Fahrtunterbrechung einzuhalten und zum anderen die Höchstdauer ununterbrochener Lenkzeit zu beachten. Fahrtunterbrechungen dürfen jedoch nicht der täglichen Ruhezeit zugerechnet werden.
Erledigt der Fahrer allerdings andere Tätigkeiten, bevor er die Fahrt antritt, so ist zusätzlich nach dem Arbeitszeitgesetz zu beachten, dass die erste Pause nach spätestens sechs Stunden Arbeitszeit (nicht Lenkzeit) eingelegt werden muss.
Im Linienverkehr sind folgende Pausenzeiten möglich: Fahrtunterbrechungen von 3 × 15 min, 2 × 20 min oder 1 × 30 min. Im Linienverkehr mit einem durchschnittlichen Haltestellenabstand unter 3 km kann auch die 1/6-Regelung angewendet werden, die besagt, dass die Wendezeiten 1/6 der reinen Lenkzeit betragen müssen. Anrechenbare Wendezeiten müssen mindestens 10 min dauern, dabei kann per Tarifvertrag die anrechenbare Wendezeit auf 8 min reduziert werden.

## Wochenlenkzeit
Die Wochenlenkzeit darf höchstens 56 Stunden betragen. Die summierte Gesamtlenkzeit während zweier aufeinander folgender Wochen darf aber 90 Stunden nicht überschreiten, so dass bei voller Ausnutzung der Lenkzeit in der ersten Woche, in der zweiten Woche nur noch höchstens 34 Stunden gelenkt werden darf. Die Woche ist als Zeitraum von Montag 00:00 Uhr bis Sonntag 24:00 Uhr definiert (Kalenderwoche).

## Ruhezeit
Ruhezeiten sind Zeiten, in denen der Fahrer über eine bestimmte Mindestdauer ununterbrochen frei über seine Zeit verfügen kann. Jeder Fahrer bzw. Berufskraftfahrer (BKF) muss tägliche und wöchentliche Ruhezeiten einhalten. Keine Ruhezeiten sind Zeiten der Arbeit oder Arbeitsbereitschaft sowie die im fahrenden Fahrzeug verbrachten Kabinenzeiten. Die Ruhezeit kann im Fahrzeug verbracht werden, sofern es mit einer geeigneten Schlafmöglichkeit nach dem § 8a (2) Nr. 1 für BKF ausgestattet ist und der BKF nicht fährt und sich auch nicht am Standort der Firma befindet.

### Tägliche Ruhezeit
Die regelmäßige tägliche Ruhezeit umfasst mindestens elf Stunden. Dauert sie mindestens neun, aber keine elf Stunden, handelt es sich um eine reduzierte tägliche Ruhezeit. Der Fahrer bzw. der BKF muss innerhalb jedes 24-Stunden-Zeitraumes eine tägliche Ruhezeit einlegen. Der 24-Stunden-Zeitraum braucht nicht mit dem Kalendertag identisch zu sein. Die tägliche Ruhezeit kann dreimal innerhalb einer Kalenderwoche und zwischen zwei wöchentlichen Ruhezeiten auf neun Stunden verkürzt werden, ohne dass die verkürzte Zeit nachgeholt werden müsste. Die ungekürzte tägliche Ruhezeit kann in zwei Teilen genommen werden („splitting“), wobei der erste Teil einen ununterbrochenen Zeitraum von mindestens drei Stunden und der zweite Teil einen ununterbrochenen Zeitraum von mindestens neun Stunden umfassen muss. Die Einhaltung dieser Reihenfolge ist verbindlich. Hierbei ist zu beachten, dass es keinen rechtlich relevanten Unterschied macht, wo der Kraftfahrer nächtigt, sprich es kann sowohl auf neun Stunden Ruhezeit verkürzt werden, wenn der Kraftfahrer zu Hause nächtigt als auch wenn er während einer Tour im Fahrzeug übernachtet.
Eine Besonderheit gilt für Fahrer eines Fahrzeugs, das im kombinierten Verkehr mit einem Fährschiff oder mit der Eisenbahn befördert wird. Diese tägliche Ruhezeit muss in diesem Fall elf Stunden betragen und darf nicht verkürzt werden. Diese tägliche Ruhezeit darf zweimal unterbrochen werden, wenn die Voraussetzung erfüllt wird, dass ein Teil der täglichen Ruhezeit auf der Eisenbahn, bzw. dem Schiff verbracht werden muss und der andere Teil auf dem Land. Der Zeitraum zwischen den beiden Teilen einer täglichen Ruhezeit muss so kurz wie möglich sein und darf vor der Verladung des Fahrzeugs oder nach dem Verlassen des Fahrzeugs vom Fährschiff oder der Eisenbahn eine Stunde (beide Unterbrechungen zusammen) nicht übersteigen. Der Vorgang der Verladung bzw. des Verlassens umfasst auch die Zollformalitäten.
Dem Fahrer muss während der beiden Teile der täglichen Ruhezeit ein Bett oder eine Schlafkabine zur Verfügung gestellt werden.
Bei Zwei-Fahrer-Besatzungen muss beachtet werden, dass die Zeit, welche der erste Fahrer als Beifahrer mitfährt, während der zweite das Fahrzeug lenkt, nicht als Tagesruhezeit des ersten Fahrers angerechnet wird. Wird die vorgeschriebene Tagesruhezeit im Lkw verbracht, dann muss der Lkw dabei stehen. Als Besonderheit gilt hier, dass im Gegensatz zum 24-Stunden-Zeitraum des Einzelfahrers im Teambetrieb ein 30-Stunden-Zeitraum anzuwenden ist.

### Wöchentliche Ruhezeit
Die regelmäßige wöchentliche Ruhezeit (rWRZ) muss zusammenhängend 45 Stunden nach 6×24 Stunden bzw. nach der letzten wöchentlichen Ruhezeit betragen. Die wöchentliche Ruhezeit von 45 Stunden kann jedoch auf 24 Stunden verkürzt werden, wobei dies nur bei jeder zweiten Ruhezeit möglich ist, da auf eine reduzierte Ruhezeit immer eine regelmäßige Ruhezeit folgen muss. Jede Verkürzung ist durch eine zusammenhängende Ruhezeit auszugleichen, die vor Ende der auf die betreffende Woche folgenden dritten Woche zu nehmen ist. Bei der Splittung der regelmäßigen wöchentlichen Ruhezeit auf mindestens 24 Stunden müssen die nachzuholenden 21 Stunden jedoch beachtet werden, sodass die fehlende wöchentliche Ruhezeit von 21 Stunden nur dann anerkannt wird, wenn diese in den vorgenannten 3-Wochen-Zeitraum angehängt und damit eingebracht wird. Es sind zur Anerkennung also mindestens 30 Stunden Ruhezeit nötig, es sei denn, die nachzuholenden 21 Stunden werden vor Ablauf der sechsten Tageslenkzeit einer 45-stündigen regelmäßigen wöchentlichen Ruhezeit direkt vorangestellt. In jeder Doppelwoche müssen mindestens zwei wöchentliche Ruhezeiten liegen, mindestens eine davon muss eine reguläre wöchentliche Ruhezeit (45 Stunden) sein. Liegt eine wöchentliche Ruhezeit innerhalb von zwei Wochen, so kann gewählt werden, für welche der beiden Wochen die wöchentliche Ruhezeit gelten soll.
Es ist mittlerweile auch in Deutschland wie auch in der gesamten EU aufgrund einer Entscheidung des EuGH C-102/16 verboten, eine regelmäßige wöchentliche Ruhezeit entsprechend Art. 8 Abs. VIII der Verordnung (EG) Nr. 561/2006 in der Fahrerkabine zu verbringen. Wenn die wöchentliche Ruhezeit auf 24 Std. verkürzt wird und das Fahrzeug über einen Schlafplatz verfügt, kann die verkürzte WRZ im LKW verbracht werden.

## Konkurrenzverhältnis zum deutschen Arbeitszeitgesetz
Unbeschadet von der EG-Verordnung gilt für alle Fahrer in einem Arbeitsverhältnis, unabhängig von der zulässigen Gesamtmasse, das Arbeitszeitgesetz. Während die EG-Verordnung die Höchstdauer der Lenkzeiten und die Mindestdauer der Ruhepausen und Ruhezeiten regelt, legt das Arbeitszeitgesetz die zulässige (Höchst-)Arbeitszeit fest. Beide Vorschriften sind zu beachten.
Im Arbeitszeitgesetz beträgt die tägliche Höchstarbeitszeit im Durchschnitt 8 Stunden, maximal 10 Stunden. Es enthält aber eine Sonderbestimmung für die Beschäftigung im Straßentransport, wonach Arbeitsbereitschaft, Bereitschaftsdienst und die Zeit als Beifahrer oder in der Schlafkabine verbrachte Zeit keine Arbeitszeit im Sinne des Arbeitsschutzes ist (§ 21a Abs. 3 Arbeitszeitgesetz). Dies kann dazu führen, dass der Fahrer länger als 10 Stunden an seinem Arbeitsplatz anwesend ist, ohne dass die Höchstarbeitszeit überschritten ist. Hierdurch vergrößert sich das Zeitfenster, in dem ein Fahrer eingesetzt werden kann. In gewerblich fahrerischer Tätigkeit muss es jedoch als Fahrtzeit berücksichtigt werden, wenn der Zeitrahmen der Bereitschaftszeiten bzw. Ruhepausen nicht vorher angekündigt wird. Weiterhin gibt es eine Ausnahme im § 21a Arbeitszeitgesetz, wobei die Arbeitszeit zwar 48 Stunden wöchentlich nicht überschreiten darf. Sie kann jedoch ausnahmsweise auf bis zu 60 Stunden verlängert werden, wenn innerhalb von vier Kalendermonaten oder 16 Wochen im Durchschnitt 48 Stunden wöchentlich nicht überschritten werden.

## Haftung bei Verstößen
Verstößt ein Fahrer gegen die höchstzulässigen Lenkzeiten, so kann gegen ihn ein Bußgeld verhängt werden. In Art. 10 Abs. II der Verordnung (EG) Nr. 561/2006 ist außerdem festgelegt, dass sowohl Unternehmen, Verlader, Spediteure als auch Reiseveranstalter, Hauptauftragnehmer, Unterauftragnehmer und Fahrvermittlungsagenturen sicherstellen müssen, dass die vertraglich vereinbarten Beförderungszeitpläne nicht gegen die Verordnung verstoßen. Gibt beispielsweise der Verlader einen Liefertermin vor, der unter Berücksichtigung der zurückzulegenden Strecke und Einhaltung der gesetzlichen Lenk- und Ruhezeiten nicht zu schaffen ist, so muss er bei Feststellung eines Verstoßes mit einem Ermittlungsverfahren rechnen.
Die zuständigen nationalen Behörden eines Mitgliedsstaats der Europäischen Gemeinschaft können auch Verstöße, die auf ihrem Hoheitsgebiet durch Unternehmen mit Sitz im Ausland begangen wurden, ahnden, ebenso solche Verstöße, die von ausländischen oder inländischen Unternehmen in einem anderen Mitgliedsstaat begangen wurden, soweit der Verstoß nicht bereits dort geahndet worden ist. Damit wird das bislang geltende Territorialprinzip für Strafen/Bußgelder in den nationalen Ländern (Verstöße können nur in dem Land, in dem diese begangen wurden, geahndet werden) durch ein europaweit geltendes Territorialprinzip ersetzt. In Deutschland obliegt die Kontrolle der Einhaltung der Lenk- und Ruhezeiten dem Bundesamt für Güterverkehr und der Polizei, aber auch weiteren ländereigenen Überwachungsbehörden, z. B. den Gewerbeaufsichtsämtern.
Nachdem auch Finnland und die Niederlande den beabsichtigten Änderungen formell zugestimmt haben, trat die 6. Änderung zum AETR-Abkommen am 20. September 2010 in Kraft. Damit gilt die neue modifizierte 12-Tage-Regelung der Verordnung (EG) Nr. 561/2006 auch im AETR-Verkehr. Die wöchentliche Höchstlenkzeit wird, wie auch in der Verordnung (EG) Nr. 561/2006, auf 56 Stunden festgesetzt. Zudem wurde damit der Einbau des digitalen Tachographen auch in den AETR-Mitgliedstaaten Pflicht.
Die Schweiz passte zum 1. Januar 2011 die für die Schweiz geltenden Arbeits- und Ruhezeiten an diejenigen der EU an.

### Gesetzestexte
- Gesetz über das Fahrpersonal von Kraftfahrzeugen und Straßenbahnen (Fahrpersonalgesetz – FPersG)
- Verordnung zur Durchführung des Fahrpersonalgesetzes (Fahrpersonalverordnung – FPersV)
- Verordnung (EU) Nr. 165/2014 (Verordnung über Fahrtenschreiber und Kontrollgeräte)
- Verordnung (EG) Nr. 561/2006 (Verordnung über Lenk- und Ruhezeiten)
- Verordnung (EWG) Nr. 3820/85 (abgelöste alte Lenkzeit-Verordnung)
- Zum Kontrollgerät Verordnung (EWG) Nr. 3821/85 und die Aktualisierung Verordnung (EG) Nr. 2135/98 und zehnte Aktualisierung Verordnung (EG) Nr. 1266/2009
- Arbeitszeit-Richtlinie 2002/15/EG

### Informationen
- Information zu den Lenk- und Ruhezeiten für das Fahrpersonal vom BKF.CAMP
- Information zu allen Verordnungen KBA
- Informationsbroschüre zu den neuen Lenk- und Ruhezeiten von der IHK (PDF; 990 kB)
- Link (im rechten Kasten) auf der Internet-Seite des BAG zu den Buß- und Verwarnungsgeldkatalogen zum Fahrpersonalrecht des Länderausschusses für Arbeitsschutz und Sicherheitstechnik (LASI) mit Stand August 2008
- Erläuterungen zur Verordnung (EG) Nr. 561/2006 zur Förderung einer harmonisierten Durchsetzung bei Straßenkontrollen (PDF: 3,2 MB)